# Premio al mejor Baloncestista Masculino del Año de la American South Conference
El Premio al mejor Baloncestista Masculino del Año de la American South Conference (en inglés, American South Conference Conference Men's Basketball Player of the Year) es un galardón que otorgaba la American South Conference al jugador de baloncesto masculino más destacado del año. El premio se concedió desde la temporada 1987–88, la primera de existencia de la conferencia, hasta la 1990-91, año en el que la American South se unió a la Sun Belt Conference. Cuatro jugadores ganaron el premio, tres de ellos de la Universidad de Nueva Orleans.

## Ganadores
| Temporada | Jugador        | Universidad    | Posición  | Curso  | Referencia |
| --------- | -------------- | -------------- | --------- | ------ | ---------- |
| 1987–88   | Ledell Eackles | New Orleans    | Escolta   | Senior | [ 1 ]      |
| 1988–89   | Randy White    | Louisiana Tech | Ala-Pívot | Senior | [ 2 ]      |
| 1989–90   | Tony Harris    | New Orleans    | Escolta   | Senior |            |
| 1990–91   | Tank Collins   | New Orleans    | Ala-Pívot | Senior |            |

## Ganadores por universidad
| Universidad (en American South desde) | Premios | Años             |
| ------------------------------------- | ------- | ---------------- |
| New Orleans (1987)                    | 3       | 1988, 1990, 1991 |
| Louisiana Tech (1987)                 | 1       | 1989             |
| Arkansas State (1987)                 | 0       | —                |
| Central Florida (1990)                | 0       | —                |
| Lamar (1987)                          | 0       | —                |
| Louisiana—Lafayette (1987)            | 0       | —                |
| Texas–Pan American (1987)             | 0       | —                |